# Chính phủ Lào
Chính phủ Lào là cơ quan hành pháp của nước Cộng hòa Dân chủ Nhân dân Lào, quản lý thống nhất thi hành trong lĩnh vực thuộc Nhà nước bao gồm chính trị, kinh tế, văn hóa, giáo dục, quốc phòng an ninh và ngoại giao
Nhiệm kỳ Chính phủ tương đương với nhiệm kỳ của Quốc hội và có nhiệm kỳ 5 năm. Chính phủ bao gồm Thủ tướng, các Phó Thủ tướng, Bộ trưởng và Chủ nhiệm các cơ quan ngang bộ. Thủ tướng là người đứng đầu Chính phủ do Chủ tịch nước đề nghị và Quốc hội thông qua.
Chính phủ chịu sự giám sát của Quốc hội, Ủy ban Thường vụ Quốc hội và Chủ tịch nước.

## Quyền hạn
Chính phủ có quyền và nhiệm vụ sau:
- Thi hành Hiến pháp, luật và nghị quyết của Quốc hội, sắc lệnh và nghị định Chủ tịch nước;
- Đệ trình dự thảo luật và sắc lệnh lên Quốc hội, và bản dự thảo sắc lệnh lên Chủ tịch nước;
- Xác định kế hoạch chiến lược phát triển kinh tế xã hội và ngân sách Nhà nước hàng năm và đệ trình lên Quốc hội xem xét và phê chuẩn;
- Báo cáo hoạt động với Quốc hội,hoặc Ủy ban Thường vụ Quốc hội (trong thời gian Quốc hội không nhóm họp) và để báo cáo với Chủ tịch nước;
- Ban hành nghị định và nghị quyết quản lý Nhà nước, quản lý xã hội, quản lý trong lĩnh vực khoa học công nghệ, tài nguyên quốc gia, môi trường, quốc phòng an ninh, và ngoại giao;
- Tổ chức và giám sát hoạt động của cơ quan chuyên môn và chính quyền địa phương;
- Tổ chức và giám sát hoạt động của lực lượng Quốc phòng và an ninh;
- Ký kết hiệp định và điều ước quốc tế và hướng dẫn thi hành;
- Đình chỉ sự thi hành hoặc bãi bỏ quyết định đề nghị của Bộ, cơ quan ngang Bộ và cơ quan thuộc Chính phủ quản lý và chính quyền địa phương nếu họ phủ nhận luật;
- Thi hành và thực hiện quyền thông qua pháp luật;

## Bất tín nhiệm
Quốc hội có thể bất tín nhiệm Chính phủ hoặc các thành viên của Chính phủ nếu Ủy ban Thường vụ Quốc hội hoặc 1/4 số thành viên Quốc hội đề nghị.
Trong vòng sau 24 tiếng cuộc bỏ phiếu bất tín nhiệm, Chủ tịch nước có quyền đưa vấn đề bất tín nhiệm ra Quốc hội xem xét lại. Việc xem xét lại được tổ chức trong vòng 48 tiếng từ việc xem xét lần đầu. Nếu cuộc bỏ phiếu bất tín nhiệm mới được thông qua, Chính phủ hoặc thành viên của Chính phủ buộc phải từ chức. 

## Tổ chức
Cơ cầu tổ chức của Chính phủ bao gồm các Bộ, cơ quan ngang Bộ và cơ quan thuộc quản lý của Chính phủ. 

### Thành phần
Chính phủ bao gồm Thủ tướng, Phó Thủ tướng, Bộ trưởng và Chủ nhiệm cơ quan ngang bộ, và thành viên thuộc Chính phủ.

## Thành viên

### Quốc hội khóa IX
- Xem chi tiết: Chính phủ Lào thứ 9

Chính phủ hiện tại là Chính phủ Quốc hội khóa VIII có nhiệm kỳ 2021-2026. Đa số thành viên thuộc ban lãnh đạo cao cấp của Đảng Nhân dân Cách mạng Lào.
Chính phủ được Quốc hội khóa IX phê chuẩn tại kỳ họp thứ nhất ngày 22/3/2021.
| Chức vụ                                       | Tên                     | Chức vụ trong Đảng                | Nhiệm kỳ   | Ghi chú                  |
| --------------------------------------------- | ----------------------- | --------------------------------- | ---------- | ------------------------ |
| Thủ tướng Chính phủ                           | Phankham Viphavanh      | Ủy viên Bộ Chính trị              | 3/2021-nay |                          |
| Phó Thủ tướng Chính phủ                       | Chansamone Chanyalath   | Ủy viên Bộ Chính trị              | 3/2021-nay |                          |
| Phó Thủ tướng Chính phủ                       | Sonexay Siphandone      | Ủy viên Bộ Chính trị              | 3/2021-nay |                          |
| Phó Thủ tướng Chính phủ                       | Kikeo Khaykhamphithoune | Ủy viên Bộ Chính trị              | 3/2021-nay |                          |
| Bộ trưởng Bộ Quốc phòng                       | Chansamone Chanyalath   | Ủy viên Bộ Chính trị              | 3/2021-nay | Phó Thủ tướng kiêm nhiệm |
| Bộ trưởng Bộ An ninh                          | Vilay Lakhamfong        | Ủy viên Bộ Chính trị              | 3/2021-nay |                          |
| Bộ trưởng Bộ Ngoại giao                       | Saleumxay Kommasith     | Ủy viên Bộ Chính trị              | 3/2021-nay |                          |
| Bộ trưởng Bộ Công thương                      | Khampheng Saysompheng   | Ủy viên Trung ương Đảng           | 3/2021-nay |                          |
| Bộ trưởng Chủ nhiệm Văn phòng Phủ thủ tướng   | Khamchen Vongphosy      | Ủy viên Trung ương Đảng           | 3/2021-nay |                          |
| Bộ trưởng Bộ Công nghệ và viễn thông          | Boviengkham Vongdara    | Ủy viên Trung ương Đảng           | 3/2021-nay |                          |
| Bộ trưởng Bộ Nông lâm                         | Phet Phomphithak        | Ủy viên Trung ương Đảng           | 3/2021-nay |                          |
| Bộ trưởng Bộ Tài nguyên và môi trường         | Bounkham Vorachit       | Ủy viên Trung ương Đảng           | 3/2021-nay |                          |
| Thống đốc Ngân hàng Nhà nước                  | Sonexay Sithphaxay      | Ủy viên Trung ương Đảng           | 3/2021-nay |                          |
| Bộ trưởng Bộ Lao động và phúc lợi xã hội      | Baykham Khattiya        | Ủy viên Trung ương Đảng           | 3/2021-nay |                          |
| Bộ trưởng Bộ Thông tin, Văn hóa và du lịch    | Suansavanh Viyaketh     | Ủy viên Trung ương Đảng           | 3/2021-nay |                          |
| Bộ trưởng Bộ Tài chính                        | Bounchom Oubonpaseuth   | Ủy viên Trung ương Đảng           | 3/2021-nay |                          |
| Bộ trưởng Bộ Công chính và Giao thông vận tải | Viengsavath Siphandone  | Ủy viên Trung ương Đảng           | 3/2021-nay |                          |
| Bộ trưởng Bộ Giáo dục Thể thao                | Phouth Simmalavong      | Ủy viên Trung ương Đảng           | 3/2021-nay |                          |
| Bộ trưởng Bộ Y tế                             | Bounfeng Phoummalaysith | Ủy viên Trung ương Đảng           | 3/2021-nay |                          |
| Bộ trưởng Bộ Tư pháp                          | Phaivy Siboualipha      | Ủy viên Trung ương Đảng           | 3/2021-nay |                          |
| Bộ trưởng Bộ Nội vụ                           | Thongchanh Manixay      | Ủy viên Trung ương Đảng           | 3/2021-nay |                          |
| Bộ trưởng Bộ Năng lượng và Mỏ                 | Daovong Phonekeo        | Ủy viên Trung ương Đảng           | 3/2021-nay |                          |
| Tổng kiểm toán Nhà nước                       | Malaythong Kommasith    | Ủy viên dự khuyết Trung ương Đảng | 3/2021-nay |                          |
| Bộ trưởng Chủ nhiệm Văn phòng Chủ tịch nước   | Khemmany Pholsena       | Ủy viên Trung ương Đảng           | 3/2021-nay |                          |

### Quốc hội khóa VIII
Chính phủ hiện tại là Chính phủ Quốc hội khóa VIII có nhiệm kỳ 2016-2021. Đa số thành viên thuộc ban lãnh đạo cao cấp của Đảng Nhân dân Cách mạng Lào.
Chính phủ được Quốc hội khóa VIII phê chuẩn tại kỳ họp thứ nhất ngày 20/4/2016.
| Chức vụ        | Trực thuộc                            | Tên                       | Chức vụ trong Đảng                                                                    | Ghi chú                    |
| -------------- | ------------------------------------- | ------------------------- | ------------------------------------------------------------------------------------- | -------------------------- |
| Thủ tướng      | Chính phủ                             | Thongloun Sisoulith       | Ủy viên Bộ Chính trị                                                                  |                            |
| Phó Thủ tướng  | Chính phủ                             | Bounthong Chitmany        | Ủy viên Bộ Chính trị Bí thư Trung ương Đảng Chủ nhiệm Ủy ban Kiểm tra Trung ương Đảng |                            |
| Phó Thủ tướng  | Chính phủ                             | Sonexay Siphandone        | Ủy viên Bộ Chính trị                                                                  |                            |
| Phó Thủ tướng  | Chính phủ                             | Somdy Douangdy            | Ủy viên Trung ương Đảng                                                               |                            |
| Bộ trưởng      | Bộ Tài chính                          | Somdy Douangdy            | Ủy viên Trung ương Đảng                                                               | Phó Thủ tướng kiêm nhiệm   |
| Bộ trưởng      | Bộ Quốc phòng                         | Chansamone Chanyalath     | Ủy viên Bộ Chính trị                                                                  |                            |
| Bộ trưởng      | Bộ An ninh                            | Somkeo Silavong           | Bí thư Trung ương Đảng                                                                | Đến tháng 12/2018          |
| Bộ trưởng      | Bộ An ninh                            | Vilay Lakhamphong         | Bí thư Trung ương Đảng                                                                | Đến tháng 12/2018          |
| Bộ trưởng      | Bộ Nội vụ                             | Khamman Sounvileuth       | Ủy viên Trung ương Đảng                                                               |                            |
| Bộ trưởng      | Bộ Tài nguyên và môi trường           | Sommad Pholsena           | Ủy viên Trung ương Đảng                                                               |                            |
| Bộ trưởng      | Bộ Thông tin, Văn hóa và Du lịch      | Bosengkham Vongdara       | Ủy viên Trung ương Đảng                                                               |                            |
| Bộ trưởng      | Bộ Nông nghiệp và Lâm nghiệp          | Lien Thikeo               | Ủy viên Trung ương Đảng                                                               |                            |
| Bộ trưởng      | Bộ Tư pháp                            | Xaysy Santivong           | Ủy viên Trung ương Đảng                                                               |                            |
| Bộ trưởng      | Bộ Lao động và Phúc lợi xã hội        | Khampheng Saysompheng     | Ủy viên Trung ương Đảng                                                               |                            |
| Bộ trưởng      | Bộ Năng lượng và khai khoáng          | Khammany Inthilath        | Ủy viên Trung ương Đảng                                                               |                            |
| Bộ trưởng      | Bộ Công thương                        | Khemmany Pholsena         | Ủy viên Trung ương Đảng                                                               |                            |
| Bộ trưởng      | Bộ Khoa học và Công nghệ              | Boviengkham Vongdara      | Ủy viên Trung ương Đảng                                                               |                            |
| Bộ trưởng      | Bộ Ngoại giao                         | Saleumxay Kommasith       | Ủy viên Trung ương Đảng                                                               |                            |
| Bộ trưởng      | Bộ Giáo dục và Thể thao               | Sengduean Lachanthaboun   | Ủy viên Trung ương Đảng                                                               |                            |
| Bộ trưởng      | Bộ Bưu chính Viễn thông               | Thansamay Kommasith       | Ủy viên Trung ương Đảng                                                               |                            |
| Bộ trưởng      | Bộ Công trình công cộng và giao thông | Bounchanh Sinthavong      | Ủy viên Trung ương Đảng                                                               |                            |
| Bộ trưởng      | Bộ Kế hoạch và Đầu tư                 | Souphanh Keomisay         | Ủy viên Trung ương Đảng                                                               | Nghỉ hưu tháng 10/2019     |
| Bộ trưởng      | Bộ Kế hoạch và Đầu tư                 | Sonexay Siphandone        | Ủy viên Bộ Chính trị                                                                  | Quyền bộ trưởng từ 10/2019 |
| Bộ trưởng      | Bộ Y tế công cộng                     | Bounkong Sihavong         |                                                                                       |                            |
| Bộ trưởng      | Chủ nhiệm Văn phòng Chủ tịch nước     | Khammeung Phongthady      | Ủy viên Trung ương Đảng                                                               |                            |
| Bộ trưởng      | Chủ nhiệm Văn phòng Thủ tướng         | Phet Phomphiphak          | Ủy viên Trung ương Đảng                                                               |                            |
| Bộ trưởng      | Văn phòng Thủ tướng                   | Chaleun Yiapaoher         | Ủy viên Trung ương Đảng                                                               |                            |
| Bộ trưởng      | Văn phòng Thủ tướng                   | Bounkeuth Sangsomsack     |                                                                                       |                            |
| Bộ trưởng      | Văn phòng Thủ tướng                   | Alounkeo Kittikhoun       |                                                                                       |                            |
| Bộ trưởng      | Văn phòng Thủ tướng                   | Souvanpheng Bouphanouvong |                                                                                       |                            |
| Thống đốc      | Ngân hàng Nhà nước                    | Somphao Faisith           | Ủy viên Trung ương Đảng                                                               | Nghỉ hưu tháng 10/2018     |
| Thống đốc      | Ngân hàng Nhà nước                    | Sonexay Sitphaxay         | Ủy viên dự khuyết Trung ương Đảng                                                     | Từ tháng 12/2018           |
| Tổng Thanh tra | Chính phủ                             | Bounthong Chitmany        | Ủy viên Bộ Chính trị Bí thư Trung ương Đảng Chủ nhiệm Ủy ban Kiểm tra Trung ương Đảng | Phó Thủ tướng kiêm nhiệm   |
| Trưởng ban     | Ban Thi hành phòng chống Tham nhũng   | Bounthong Chitmany        | Ủy viên Bộ Chính trị Bí thư Trung ương Đảng Chủ nhiệm Ủy ban Kiểm tra Trung ương Đảng | Phó Thủ tướng kiêm nhiệm   |

### Quốc hội khóa VII
Chính phủ Quốc hội khóa VII có nhiệm kỳ 2011-2016. Đa số thành viên thuộc ban lãnh đạo cao cấp của Đảng Nhân dân Cách mạng Lào.
Thành viên của Chính phủ có thể kiêm nhiệm thành viên của Quốc hội.
| Thứ tự | Chức vụ                                                                                | Tên                            | Chức vụ trong Đảng                                                                   | Ghi chú                                                               |
| ------ | -------------------------------------------------------------------------------------- | ------------------------------ | ------------------------------------------------------------------------------------ | --------------------------------------------------------------------- |
| 1      | Thủ tướng Chính phủ                                                                    | Thongsing Thammavong           | Ủy viên Bộ Chính trị                                                                 |                                                                       |
| 2      | Phó Thủ tướng Chính phủ                                                                | Asang Laoly                    | Ủy viên Bộ Chính trị                                                                 |                                                                       |
| 3      | Phó Thủ tướng Chính phủ Bộ trưởng Bộ Ngoại giao                                        | Thongloun Sisoulith            | Ủy viên Bộ Chính trị Chủ nhiệm Ủy ban Đối ngoại Quốc gia Đảng Nhân dân Cách mạng Lào |                                                                       |
| 4      | Phó Thủ tướng Chính phủ Bộ trưởng Bộ Quốc phòng                                        | Trung tướngDouangchay Phichit  | Ủy viên Bộ Chính trị                                                                 | mất 17/5/2014                                                         |
| 5      | Phó Thủ tướng Chính phủ                                                                | Somsavat Lengsavad             | Ủy viên Bộ Chính trị                                                                 |                                                                       |
| 6      | Phó Thủ tướng Chính phủ                                                                | Bounpone Bouttanavong          | Ủy viên Bộ Chính trị                                                                 | bổ nhiệm tại kỳ họp thứ 7 khóa 7 ngày 8/7/2014                        |
| 7      | Phó Thủ tướng Chính phủ Bộ trưởng Bộ Giáo dục và Thể thao                              | Phankham Viphavanh             | Ủy viên Bộ Chính trị                                                                 | bổ nhiệm tại kỳ họp thứ 7 khóa 7 ngày 8/7/2014                        |
| 8      | Chủ tịch Ban Kiểm tra Chính phủ Trưởng ban phòng chống tham nhũng                      | Bounthong Chitmany             | Ủy viên Bộ Chính trị Chủ nhiệm Ủy ban Kiểm tra Trung ương                            |                                                                       |
| 9      | Bộ trưởng Bộ An ninh                                                                   | Thongbanh Seng-aphone          | Ủy viên Bộ Chính trị                                                                 | mất 17/5/2014                                                         |
| 9      | Bộ trưởng Bộ An ninh                                                                   | Chuẩn tướngSomkeo Silavong     | Ủy viên Trung ương Đảng                                                              | Quyền Bộ trưởng Bộ An ninh (ngày 2/6/2014)                            |
| 10     | Bộ trưởng Bộ Lao động Phúc lợi xã hội                                                  | Onechanh Thammavong            | Ủy viên Trung ương Đảng                                                              |                                                                       |
| 11     | Bộ trưởng Bộ Tư pháp                                                                   | Chaleun Yiapaoher              | Ủy viên Trung ương Đảng                                                              |                                                                       |
| 12     | Bộ trưởng Bộ Năng lượng và Khai khoáng                                                 | Soulivong Daravong             | Ủy viên Trung ương Đảng                                                              |                                                                       |
| 13     | Bộ trưởng Văn phòng chính phủ Tổng cục trưởng Tổng cục Hành chính và Quản lý công chức | Bounpheng Mounphosay           | Ủy viên Trung ương Đảng                                                              |                                                                       |
| 14     | Bộ trưởng Bộ Nông nghiệp và Lâm nghiệp                                                 | Vilayvanh Phomkhe              | Ủy viên Trung ương Đảng                                                              |                                                                       |
| 15     | Bộ trưởng, Chủ nhiệm Văn phòng Chính phủ                                               | Sinlavong Khoutphaythoune      | Ủy viên Trung ương Đảng                                                              | bổ nhiệm ngày 8/7/2014 Bí thư Thành ủy, Đô trưởng thành phố Vientiane |
| 15     | Bộ trưởng, Chủ nhiệm Văn phòng Chính phủ                                               | Sonexay Siphandone             | Ủy viên Trung ương Đảng                                                              | bổ nhiệm ngày 8/7/2014                                                |
| 16     | Bộ trưởng Bộ Công thương                                                               | Nam Vinhaket                   | Ủy viên Trung ương Đảng                                                              | bổ nhiệm ngày 8/7/2014 Bí thư Tỉnh ủy Attapeu                         |
| 16     | Bộ trưởng Bộ Công thương                                                               | Khemmani Pholsena              | Ủy viên Trung ương Đảng                                                              | Bộ trưởng từ ngày 9/7/2014                                            |
| 17     | Bộ trưởng Bộ Công trình công cộng và giao thông                                        | Sommad Pholsena                | Ủy viên Trung ương Đảng                                                              |                                                                       |
| 18     | Bộ trưởng Bộ Kế hoạch và Đầu tư                                                        | Somdy Douangdy                 | Ủy viên Trung ương Đảng                                                              |                                                                       |
| 19     | Bộ trưởng Bộ Tài chính                                                                 | Phouphet Khamphounvong         | Ủy viên Trung ương Đảng                                                              |                                                                       |
| 20     | Bộ trưởng Bộ Thông tin, Văn hóa và Du lịch                                             | Bosengkham Vongdara            | Ủy viên Trung ương Đảng                                                              |                                                                       |
| 21     | Bộ trưởng Bộ Y tế                                                                      | Eksavang Vongvichit            | Ủy viên Trung ương Đảng                                                              |                                                                       |
| 22     | Bộ trưởng Văn phòng chính phủ                                                          | Bounheuang Douangphachanh      |                                                                                      |                                                                       |
| 23     | Bộ trưởng Bộ Nội vụ                                                                    | Khampane Philavong             |                                                                                      |                                                                       |
| 24     | Bộ trưởng Văn phòng chính phủ                                                          | Bountiem Phissamay             |                                                                                      |                                                                       |
| 25     | Bộ trưởng Văn phòng chính phủ                                                          | DouangsavathSouphanouvong      |                                                                                      |                                                                       |
| 26     | Bộ trưởng Văn phòng chính phủ                                                          | Khempheng Pholsena             |                                                                                      |                                                                       |
| 27     | Bộ trưởng Bộ Khoa học và công nghệ                                                     | Boviengkham Vongdara           |                                                                                      |                                                                       |
| 28     | Bộ trưởng Bộ tài nguyên và môi trường                                                  | Noulinh Sinbandhit             |                                                                                      |                                                                       |
| 29     | Bộ trưởng Bộ Bưu chính viễn thông                                                      | Hiem Phommachanh               |                                                                                      |                                                                       |
| 30     | Thống đốc Ngân hàng Nhà nước                                                           | Somphao Phaysith               |                                                                                      |                                                                       |
| 31     | Bộ trưởng Bộ Quốc phòng                                                                | Trung tướng Sengnouan Xayalath | Bí thư Ban Bí thư Ủy viên Trung ương Đảng                                            |                                                                       |